# Corniger spinosus
Corniger spinosus – gatunek morskiej ryby z rodziny hajdukowatych (Holocentridae), jedyny przedstawiciel rodzaju Corniger.

## Zasięg występowania
Zachodni Atlantyk: Karolina Południowa, Stany Zjednoczone do Kuby i Brazylii; wschodni Atlantyk: Wyspa Świętej Heleny i Republika Zielonego Przylądka.

## Etymologia
Nazwa rodzajowa: łac. cornum „róg”; gero „nosić”. Epitet gatunkowy: spinosus „ciernisty”, od spina „cierń”.

## Morfologia
C. spinosus dorasta do 20 cm długości.